# IC 12
IC 12 је спирална галаксија у сазвјежђу Рибе која се налази на листи објеката дубоког неба у Индекс каталогу.
Деклинација објекта је - 2° 39' 12" а ректасцензија 0h 20m 15,2s. Привидна величина (магнитуда) објекта IC 12 износи 14,9 а фотографска магнитуда 15,7. IC 12 је још познат и под ознакама MCG -1-2-3, IRAS 00177-0255, PGC 1299.